# Cephalgy
Cephalgy est un groupe allemand de futurepop, originaire de Drezno.

## Histoire
Le groupe organise ses premiers concerts par ses propres moyens. Lors de l'un d'entre eux, au Club Achtermai de Chemnitz, ils font la rencontre d'Ivo Lottig et de Kay Resch, du groupe Accessory. Tous deux enregistrent à l'époque leur premier album studio promotionnel. Pendant ces enregistrements, Kay Resch leur arrange également un contrat avec le label discographique Out of Line. En 2003, Sven West quitte le groupe qui se retrouve confronté à des problèmes concernant son nom, à partir de là le projet prend le nom de Cephalgy. Le nom vient du mot « céphalalgie ». Sven est remplacé par Ronny qui soutient Cephalgy en tant que claviériste. Le groupe sort un premier album, Engel sterben nie, en 2004.
Le groupe tourne avec des line-ups divers jusqu'en 2004, lorsqu'il est repéré par le groupe BlutEngel et invité à assurer la première partie d'une grande tournée intitulée Daemon Kiss. C'est un moment décisif dans l'histoire du groupe, qui gagne alors en notoriété et voit sa carrière décoller. La même année, cependant, Rico Schmidt quitte le groupe, arguant de l'impossibilité de concilier sa vie privée avec le groupe. Il est remplacé par Stella, qui joue avec le groupe jusqu'en décembre 2006. Depuis, il n'y a pas de changement majeur dans le groupe.
Les concerts du groupe ont généralement lieu en Allemagne. Très souvent, il s'agit de représentations communes avec les groupes Funker Vogt ou BlutEngel. En décembre 2014, le groupe assure la première partie du concert spécial 15e anniversaire de BlutEngel. En outre, Cephalgy joue également dans les plus grands festivals de rock gothique. On peut notamment citer le Wave-Gotik-Treffen à Leipzig en 2003, 2010 et 2017, l'Amphi Festival 2006 à Cologne, l'Out of Line Weekender à Berlin en 2005 et 2017 ou encore un concert à M'era Luna 2018 à Hildesheim.
Le groupe joue aussi en Pologne dans le cadre du Collapsed City Festival le 30 octobre 2009 au DK Słowianin à Szczecin.

## Discographie

### Albums studio
- 2004 : Engel Sterben Nie (CDA, Out of Line)
- 2005 : Finde Deinen Dämon (CDA, Out of Line)
- 2006 : Moment Der Stille EP (EP, Out of Line)
- 2008 : Herzschlag (CDA, Out of Line)
- 2011 : Leid statt Liebe (CDA, Out of Line)
- 2017 : Gott Maschine Vaterland (CDA, Out of Line)

### Démos
- 2001 : Warum (démo CDM)
- 2002 : Cephalgy (démo CDA)
- 2003 : Weisses Fleisch EP (démo EP)

### Singles à part
- 2007 : Sampler : Machineries of Joy Vol. 4 – Was bleibt (Out of Line)
- 2008 : Sampler : Awake The Machines Vol. 6 – Tiefer (Cut Me Mix) (Out of Line)
- 2009 : Sampler : Help Can’t Wait Vol. 1 – Erinnerung (Adam Remix) (Black Rain)
- 2011 : Sampler : Machineries of Joy Vol. 7 – Rette Mich (Out of Line)

### Remixes
- Absurd Minds – Stop the Fall
- Accessory – Holy Machine
- Battle Scream – Fearful Eyes
- BlutEngel – My Saviour
- Blutengel – Solitary Angel
- Das Ich – Zuckerbrot und Peitsche
- Head-Less – Adore
- Hocico – About a Dead
- Jesus and the Gurus – So F*cking Special
- La Magra – Phoenix
- Lost Area – Phentesilea
- Solitary Experiments – Immortal
- To Avoid – Last Resort
- Wynardtage – Cold Massive Blue

### Collaborations
- Battle Scream – Suicide Control